# Alfred Nobel
Alfred Bernhard Nobel (21 tháng 10 năm 1833 – 10 tháng 12 năm 1896) là một nhà hóa học, một nhà kỹ nghệ, nhà sản xuất vũ khí, người phát minh ra thuốc nổ và một triệu phú người Thụy Điển. Ông dùng toàn bộ tài sản của mình nhằm cho viện Giải thưởng Nobel, hàng năm công nhận những người "mang lại lợi ích lớn nhất cho nhân loại".. Nguyên tố hóa học Nobelium được đặt theo tên của ông. Tên ông cũng được đặt cho 1 trường PTLC ở Hà Nội.

## Tiểu sử
Alfred Nobel sinh ngày 21 tháng 10 năm 1833 tại Stockholm, Thụy Điển, là con trai thứ 3 của nhà khoa học Immanuel Nobel (1801 - 1872) và Karolina Andriette (Ahlsell) Nobel (1805–1889). 2 vợ chồng có 8 đứa con nhưng chỉ có Nobel và 2 anh, anh cả là Robert Nobel, anh thứ là Ludvig Nobel, và cậu em Emil Oskar Nobel là sống qua thời thơ ấu. Theo dòng họ nội, ông là hậu duệ của nhà khoa học Thụy Điển danh tiếng Olaus Rudbeck (1630–1702). Từ bé, Nobel rất hay bị ốm, nên sức khoẻ của cậu bé không được tốt lắm. Sau vài năm, cha của Nobel rời đến Saint Petersburg để chế tạo thủy lôi, địa lôi và vũ khí cho quân đội Nga bành trướng ra bên ngoài. Sau 5 năm xa cách, cuối cùng, năm 1842, cả nhà Nobel chuyển đến Saint Petersburg, nơi bố đang làm việc.
Nobel đặc biệt thích học văn học, nhưng bố cậu lại muốn Nobel học khoa học (vì Nobel có năng khiếu về khoa học kỹ thuật). Nobel cũng đành phải nghe lời bố. Từ đó, Nobel bắt đầu nghiên cứu cùng bố và các anh về thuốc súng và thủy lôi, địa lôi.
Ít người biết rằng Alfred Nobel cũng là một nhà soạn kịch, Nemesis, một bi kịch 4 hồi về Beatrice Cenci, một phần lấy cảm hứng từ vở kịch thơ 5 hồi của Percy Bysshe Shelley The Cenci, đã được in khi ông hấp hối, và toàn bộ số sách đó, trừ 3 bản lưu bị đốt ngay sau khi ông chết (1896), vì bị coi là một scandal và báng bổ. Cuốn xuất bản lần đầu tiên còn lại (song ngữ tiếng Thuỵ Điển - Quốc tế ngữ) được xuất bản tại Thuỵ Điển năm 2003. Vở kịch (tháng 5 năm 2003) vẫn chưa được dịch ra bất cứ một thứ tiếng nào ngoài Quốc tế ngữ.
Năm 1853, chiến tranh Krym nổ ra, nước Nga đối đầu với liên quân 3 nước Anh-Pháp-Thổ Nhĩ Kỳ. Nhà máy Nobel càng bận rộn hơn. Tuy nhiên, sau khi Nga bại trận, nhà máy Nobel bị phá sản vì nguồn nợ quá lớn. Cả gia đình phải trở về Thụy Điển.

## Tai nạn đầu tiên
Sau khi về Thuỵ Điển, Nobel nghiên cứu về Nitroglycerin, một loại chất nổ phân giải ở 50-70 °C và phát nổ rất mạnh ở nhiệt độ 218 °C. Dù rất nguy hiểm, Nobel vẫn miệt mài nghiên cứu. Sau vài lần nghiên cứu với bố, anh cũng đã tìm ra nguyên lý của thuốc nổ và... mọi người đã chứng kiến một cách đáng kinh ngạc. Nobel thành lập một công ty, và công ty của anh cũng làm ăn phát đạt hơn trước, không những thế, nhiều lúc nhà máy còn phải sản xuất cấp tốc để giao hàng cho kịp. Em út của Nobel - Emil Nobel cũng cùng anh và bố nghiên cứu Nitroglycerin, và Emil được quyền tự do trong nhà máy.
Nhưng do Nobel chủ quan về tính năng an toàn, ngày 3 tháng 9 năm 1864, nhà máy Nobel phát nổ, làm 5 người thiệt mạng, trong đó có cả Emil - em Nobel. Sau lần tai nạn đó, thuốc nổ hầu như bị mọi người bác bỏ, nhưng Nobel quyết không từ bỏ ý định chế tạo thuốc nổ.
Thuốc nổ Dynamit là phát minh nổi bật nhất trong số 350 bằng phát minh của ông. Nobel bắt đầu nghiên cứu thuốc nổ từ năm 17 tuổi. Nobel thấy rằng khi Nitroglycerin kết hợp với một chất hấp thu trơ như Kieselguhr (đất có nhiều tảo cát hay còn gọi là đất mùn) nó trở nên an toàn và dễ sử dụng hơn, và ông được trao bằng sáng chế hỗn hợp đó năm 1867 với cái tên Dynamit. Nobel đã quảng cáo thử nghiệm chất nổ của mình lần đầu tiên trong năm đó tại một mỏ khai thác đá tại Redhill, Surrey, Anh Quốc. Để giúp tái lập tên tuổi của mình và cải thiện hình ảnh doanh nghiệp của mình sau những tranh cãi trước đó liên quan đến chất nổ nguy hiểm, Nobel cũng đã cân nhắc đặt tên cho chất cực mạnh là "Bột an toàn của Nobel", nhưng thay vào đó lại quyết định bằng Dynamite, ám chỉ tiếng Hy Lạp nghĩa là "quyền lực" (δύναμις).
Tiếp theo ông kết hợp Nitroglycerin với chất Collodion và có được một chất trong như thạch với sức công phá mạnh hơn cả Dynamite. Gelignite, hay Blasting gelatin như thường được gọi, được cấp bằng sáng chế năm 1876, và tiếp theo đó là hàng loạt các hỗn hợp tương tự khác, thêm Kali nitrat, bột gỗ và nhiều chất khác. Gelignite ổn định hơn, dễ vận chuyển và được tạo hình thuận tiện hơn để lắp vào các lỗ khoan, giống như các lỗ được sử dụng trong khoan và khai thác, so với các hợp chất được sử dụng trước đây. Nó được sử dụng làm công nghệ tiêu chuẩn để khai thác trong "Thời đại Kỹ thuật", mang lại cho Nobel rất nhiều thành công về mặt tài chính, mặc dù phải trả giá bằng sức khỏe của ông. Một nhánh của nghiên cứu này đã dẫn đến việc Nobel phát minh ra ballistite, tiền thân của nhiều loại thuốc nổ dạng bột không khói hiện đại và vẫn được sử dụng làm chất đẩy tên lửa.
Vài năm sau, Nobel tạo ra Ballistite, một trong những loại thuốc súng Nitroglycerin, có chứa phần bông thuốc súng và phần Nitroglycerin tương đương nhau. Thuốc súng này là tiền thân của cordite, và Nobel tuyên bố rằng bằng sáng chế của ông về loại thuốc súng này hùng hồn minh chứng cho sự tranh cãi giữa ông và Anh Quốc. Đỉnh điểm của việc chế tạo loại thuốc nổ này là thuốc nổ mạnh và không có khói. Từ việc chế tạo Dynamite và các loại thuốc nổ khác cũng như công việc khai thác các giếng dầu ở Baku của ông và các anh trai Ludvig và Robert Nobel (1829-1896) ông có được một gia sản to lớn.

## Các giải thưởng

Mặt trước của huy chương giải Nobel

Khi người anh Ludvig của ông qua đời vào năm 1888, nhiều vụ cáo phó sớm nhầm lẫn về cái chết của Alfred Nobel, được cho là điều khiến ông quyết định để lại một di sản tốt hơn cho thế giới sau khi chết. Bản cáo phó trên một tờ báo Pháp viết Le marchand de la mort est mort (Nhà buôn cái chết đã chết) và tiếp tục viết, "Tiến sĩ Alfred Nobel, người đã trở nên giàu có sau khi phát minh ra cách thức giết con người nhanh chóng hơn bao giờ hết, đã qua đời ngày hôm qua."
Ngày 27 tháng 11 năm 1895 tại Câu lạc bộ Thuỵ Điển – Na Uy ở Paris, Nobel đã ký chúc thư cuối cùng của mình và để phần lớn số tài sản thành lập các giải Nobel, trao hàng năm cho bất kỳ ai không phân biệt quốc tịch. Ông qua đời sau một cơn đột quỵ ngày 10 tháng 12 năm 1896 tại Sanremo, Ý. Số lượng tiền mặt dành cho Quỹ Giải Nobel là 31 triệu kronor (4.223.500,00 USD), 94% tài sản của Nobel.
Ba giải Nobel đầu tiên dành cho những gương mặt nổi bật trong khoa học vật lý, trong hoá học và trong Giải Nobel Sinh lý học hay Y học; giải thứ tư là dành cho các nhà văn có tác phẩm văn học "theo một định hướng tư tưởng" và giải thứ năm được trao cho cá nhân hay tổ chức có được thành tích tốt nhất phục vụ lý tưởng cho tình thân thiện quốc tế, ngăn chặn hay giảm bớt các đội quân thường trực, hay thành lập hay xúc tiến sự tiến triển của hoà bình.
Định nghĩa giải văn học, "theo một định hướng tư tưởng" (tiếng Thuỵ Điển: i idealisk riktning), khá khó hiểu và gây ra nhiều tranh cãi. Trong nhiều năm, Viện Hàn lâm Thuỵ Điển diễn giải "ideal – tư tưởng" mang nghĩa "duy tâm hay lý tưởng" (trong tiếng Thuỵ Điển idealistisk), và coi đó là lý do để từ chối trao giải cho những tác giả quan trọng nhưng kém phần lãng mạn, như Henrik Ibsen, August Strindberg và Lev Nikolayevich Tolstoy. Cách hiểu này đã được thay đổi và ví dụ, giải thưởng đã được trao cho Dario Fo và José Saramago, những người hoàn toàn không thuộc trường phái văn học duy tâm (hay lý tưởng).
Khi đọc cuốn Nemesis trong nguyên bản tiếng Thuỵ Điển và khi nhìn vào triết thuyết cũng như quan điểm văn học của ông, dường như ông có ý chống lại điều từng tin tưởng lúc đầu - rằng giải thưởng phải được trao cho các tác giả đã chiến đấu cho lý tưởng của mình "chống lại" những quyền lực như Chúa, Nhà thờ và Quốc gia.
Các cơ quan được ông chỉ định trao giải thưởng vật lý và hoá học cũng có khá nhiều cách diễn giải ý kiến của ông, bởi vì ông không tham vấn ý kiến của họ trước khi quyết định uỷ thác trách nhiệm. Trong một bản chúc thư dài một trang ông đặt điều kiện rằng số tiền không được trao cho những khám phá hay phát minh trong khoa học vật lý và những khám phá hay những cải tiến trong hoá học. Ông đã mở một cảnh cửa cho những giải thưởng kỹ thuật, nhưng ông không để lại những hướng dẫn về việc làm cách nào phân biệt giữa khoa học và kỹ thuật. Bởi vì các cơ quan có quyền quyết định trao giải trong những lĩnh vực đó quan tâm nhiều tới khoa học hơn kỹ thuật nên không ngạc nhiên các giải thưởng đều được trao cho những nhà khoa học chứ không phải các kỹ sư, kỹ thuật viên hay những nhà phát minh khác. Theo một nghĩa các giải thưởng được công bố gần đây của World Technology Network là một sự tiếp nối không trực tiếp (bởi vì không phải do Quỹ Nobel tạo ra) những ước vọng của Nobel, bởi vì ông đã không ghi điều đó vào trong di chúc của mình.
Năm 2001, cháu trai của ông, Peter, đã yêu cầu Ngân hàng Thuỵ Điển phân biệt giải thưởng dành cho các nhà kinh tế học của họ được trao "để tưởng nhớ Alfred Nobel" với năm giải thưởng kia. Điều này đã gây ra nhiều tranh cãi về việc liệu giải thưởng trao trong lĩnh vực kinh tế hiện nay có phải là "Giải Nobel" hay không (xem Giải thưởng Khoa học kinh tế của Ngân hàng Thuỵ Điển để tưởng nhớ Alfred Nobel).

## Những lời đồn đại về giải Nobel
Không có giải Nobel cho toán học. Lời đồn đại cho rằng Nobel đã quyết định không thành lập giải Nobel Toán học vì một phụ nữ - được cho là người tình hay vợ chưa cưới – đã từ bỏ ông để đi theo một nhà toán học nổi tiếng, thường được cho là Gösta Mittag-Leffler. Không hề có bằng chứng lịch sử ủng hộ lời đồn này và Nobel không bao giờ kết hôn.
Cũng có giả thuyết cho rằng việc không có giải Nobel cho toán học bởi toán học là phương tiện cho các môn khoa học tự nhiên khác chứ không tạo ra sản phẩm ứng dụng như vật lý, hoá học, sinh học hay tác động tức thời tới tinh thần và sức khoẻ con người như y học và văn học.
Từ các ngành khoa học được trao giải Nobel có thể thấy việc ông muốn trao giải cho những người tạo ra được thành tựu ứng dụng thực tiễn và tạo ra sản phẩm có thể thấy được.